# Världscupen i backhoppning 1989/1990
Världscupen i backhoppning 1989/1990 hoppades 3 december 1989-25 mars 1990 och vanns av Ari-Pekka Nikkola, Finland före Ernst Vettori, Österrike och Andreas Felder, Österrike.

## Deltävlingar
| Datum            | Plats                  | Etta                           | Tvåa              | Trea                 |
| ---------------- | ---------------------- | ------------------------------ | ----------------- | -------------------- |
| 3 december 1989  | Thunder Bay            | Dieter Thoma                   | Heinz Kuttin      | Ari-Pekka Nikkola    |
| 4 december 1989  | Thunder Bay            | Risto Laakkonen                | Andreas Felder    | Heinz Kuttin         |
| 9 december 1989  | Lake Placid            | Ernst Vettori                  | Matti Nykänen     | Jan Boklöv           |
| 10 december 1989 | Lake Placid            | Ari-Pekka Nikkola              | Ernst Vettori     | Andreas Felder       |
| 16 december 1989 | Sapporo                | Ernst Vettori                  | Andreas Felder    | Pavel Ploc           |
| 17 december 1989 | Sapporo                | Jens Weissflog                 | Werner Haim       | Heinz Kuttin         |
| 30 december 1989 | Oberstdorf             | Dieter Thoma                   | Josef Heumann     | Jens Weissflog       |
| 1 januari 1990   | Garmisch-Partenkirchen | Jens Weissflog                 | Risto Laakkonen   | František Jež        |
| 4 januari 1990   | Innsbruck              | Ari-Pekka Nikkola              | Jens Weissflog    | Ernst Vettori        |
| 6 januari 1990   | Bischofshofen          | František Jež                  | Dieter Thoma      | Ole Gunnar Fidjestøl |
| 12 januari 1990  | Harrachov              | Dieter Thoma                   | Ladislav Dluhoš   | Jiří Parma           |
| 14 januari 1990  | Liberec                | Werner Haim                    | Pavel Ploc        | Pavel Kustov         |
| 17 januari 1990  | Zakopane               | Jens Weissflog                 | Andreas Felder    | Ole Gunnar Fidjestøl |
| 7 februari 1990  | Sankt Moritz           | František Jež                  | Heinz Kuttin      | Ernst Vettori        |
| 9 februari 1990  | Gstaad                 | František Jež                  | Miran Tepeš       | Ari-Pekka Nikkola    |
| 11 februari 1990 | Engelberg              | Ari-Pekka Nikkola Franci Petek | -                 | Primož Ulaga         |
| 16 februari 1990 | Predazzo               | Roberto Cecon                  | Jens Weissflog    | Virginio Lunardi     |
| 18 februari 1990 | Predazzo               | František Jež                  | Ernst Vettori     | Stephan Zünd         |
| 3 mars 1990      | Lahtis                 | Franz Neuländtner              | Virginio Lunardi  | Ari-Pekka Nikkola    |
| 4 mars 1990      | Lahtis                 | Andreas Felder                 | Virginio Lunardi  | Ari-Pekka Nikkola    |
| 7 mars 1990      | Örnsköldsvik           | Andreas Felder                 | Werner Haim       | Thomas Klauser       |
| 11 mars 1990     | Sollefteå              | Pavel Ploc                     | Ari-Pekka Nikkola | Virginio Lunardi     |
| 17 mars 1990     | Raufoss                | Andreas Felder                 | Heinz Kuttin      | Jens Weissflog       |
| 24 mars 1990     | Planica                | Roberto Cecon                  | Ari-Pekka Nikkola | Jens Weissflog       |
| 25 mars 1990     | Planica                | Ari-Pekka Nikkola              | Dieter Thoma      | Primož Ulaga         |

## Slutställning (30 bästa)
| Placering | Namn              | Nationalitet    | Poäng |
| --------- | ----------------- | --------------- | ----- |
| 1         | Ari-Pekka Nikkola | Finland         | 287   |
| 2         | Ernst Vettori     | Österrike       | 239   |
| 3         | Andreas Felder    | Österrike       | 236   |
| 4         | Dieter Thoma      | Västtyskland    | 206   |
| 5         | František Jež     | Tjeckoslovakien | 202   |
| 6         | Jens Weissflog    | Östtyskland     | 200   |
| 7         | Pavel Ploc        | Tjeckoslovakien | 186   |
| 8         | Heinz Kuttin      | Österrike       | 176   |
| 9         | Werner Haim       | Österrike       | 137   |
| 10        | Virginio Lunardi  | Italien         | 135   |

| Placering | Namn                 | Nationalitet  | Poäng |
| --------- | -------------------- | ------------- | ----- |
| 11        | Risto Laakkonen      | Finland       | 117   |
| 12        | Primož Ulaga         | Jugoslavien   | 96    |
| 13        | Miran Tepeš          | Jugoslavien   | 83    |
| 14        | Jan Boklöv           | Sverige       | 80    |
| 15        | Josef Heumann        | Västtyskland  | 68    |
| 16        | Ole Gunnar Fidjestøl | Norge         | 63    |
| 17        | Roberto Cecon        | Italien       | 58    |
| 17        | Andrej Vervejkin     | Sovjetunionen | 58    |
| 19        | Matti Nykänen        | Finland       | 55    |
| 20        | Franz Neuländtner    | Österrike     | 49    |

| Placering | Namn             | Nationalitet    | Poäng |
| --------- | ---------------- | --------------- | ----- |
| 21        | Pavel Kustov     | Sovjetunionen   | 46    |
| 21        | Franci Petek     | Jugoslavien     | 46    |
| 21        | Stephan Zünd     | Schweiz         | 46    |
| 24        | Noriaki Kasai    | Japan           | 43    |
| 24        | Ladislav Dluhoš  | Tjeckoslovakien | 43    |
| 26        | Andreas Bauer    | Västtyskland    | 41    |
| 27        | Ron Richards     | Kanada          | 38    |
| 28        | Staffan Tällberg | Sverige         | 35    |
| 28        | Andi Rauschmeier | Österrike       | 35    |
| 30        | Rune Olijnyk     | Norge           | 31    |

## Nationscupen - slutställning
| Pos. | Nation          | Poäng |
| ---- | --------------- | ----- |
| 1.   | Österrike       | 912   |
| 2.   | Tjeckoslovakien | 506   |
| 3.   | Finland         | 502   |
| 4.   | Västtyskland    | 344   |
| 5.   | Östtyskland     | 233   |
| 6.   | Jugoslavien     | 228   |
| 7.   | Italien         | 210   |
| 8.   | Norge           | 155   |
| 9.   | Sverige         | 114   |
| 10.  | Sovjetunionen   | 108   |
| 11.  | Schweiz         | 57    |
| 12.  | Japan           | 47    |
| 13.  | Kanada          | 38    |
| 14.  | Bulgarien       | 29    |
| 15.  | Frankrike       | 22    |